# Attrappe

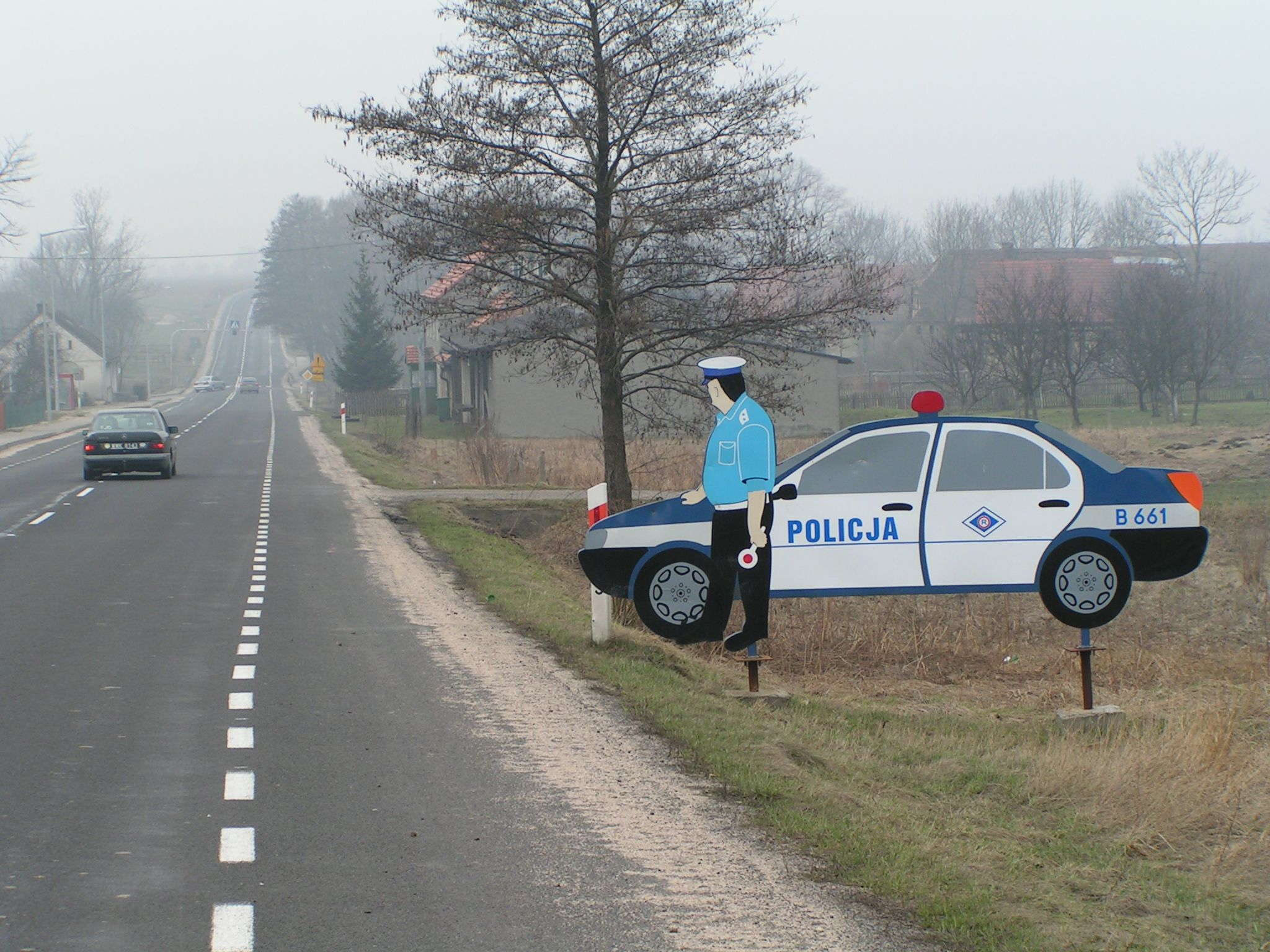
Attrappe eines Polizeifahrzeuges an der E 30 in Polen

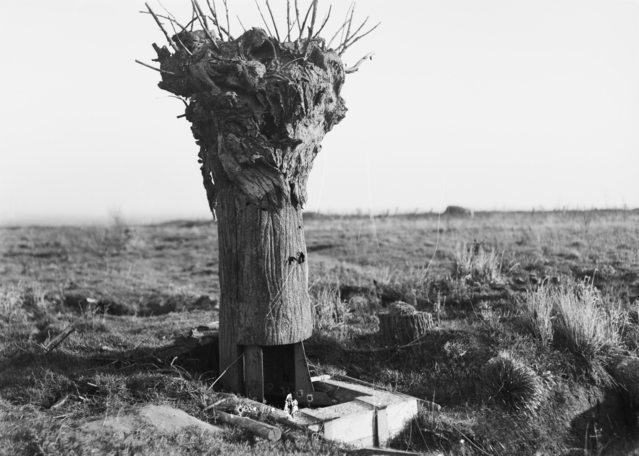
Baumattrappe als australischer Spähposten in der Schlacht von Messines

Eine Attrappe oder ein Phantom ist ein Gegenstand, der Eigenschaften eines Originals nachahmt. Die Attrappe imitiert allerdings nie sämtliche Eigenschaften des Vorbilds (sonst würde sie Nachbildung oder Kopie genannt werden). Sie dient also der Täuschung des Betrachters, indem sie ihm vorgaukelt, ein Original zu sein, oder zur Veranschaulichung als Vorführmodell.

## Herkunft des Wortes
Die Bezeichnung Attrappe wurde Ende des 18. Jahrhunderts als Lehnwort aus dem Französischen ins Deutsche übernommen; l'attrape war im Französischen seit dem 18. Jahrhundert mit der Bedeutung „auf Irreführung abzielender Gegenstand“ für Scherzartikel verwendet worden. Ursprünglich hatte das französische Substantiv „Falle“ bedeutet, abgeleitet vom Verb attraper = fangen, ertappen (auch: jmd. hereinlegen), was wiederum verwandt ist mit dem heute noch gebräuchlichen Substantiv la trappe = die Fallgrube.

## Attrappen in der Verhaltensforschung

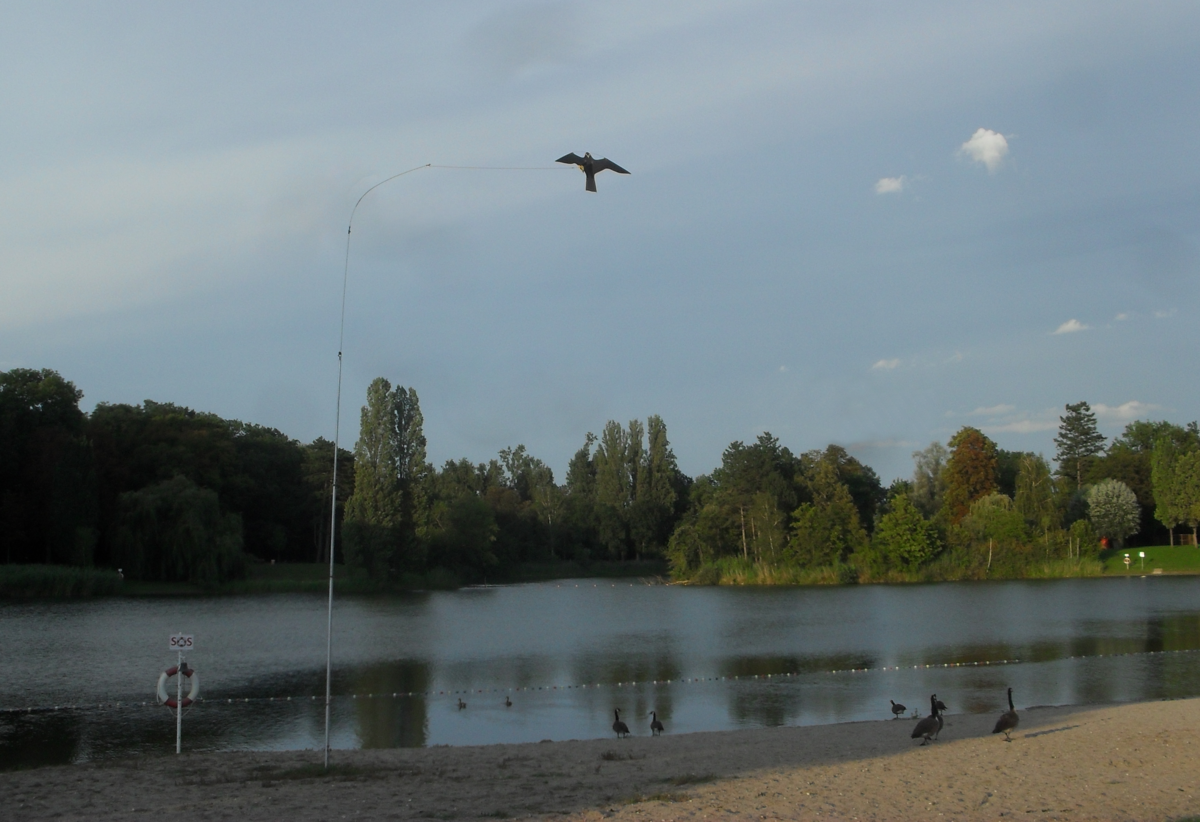
Eine Attrappe eines Raubvogels

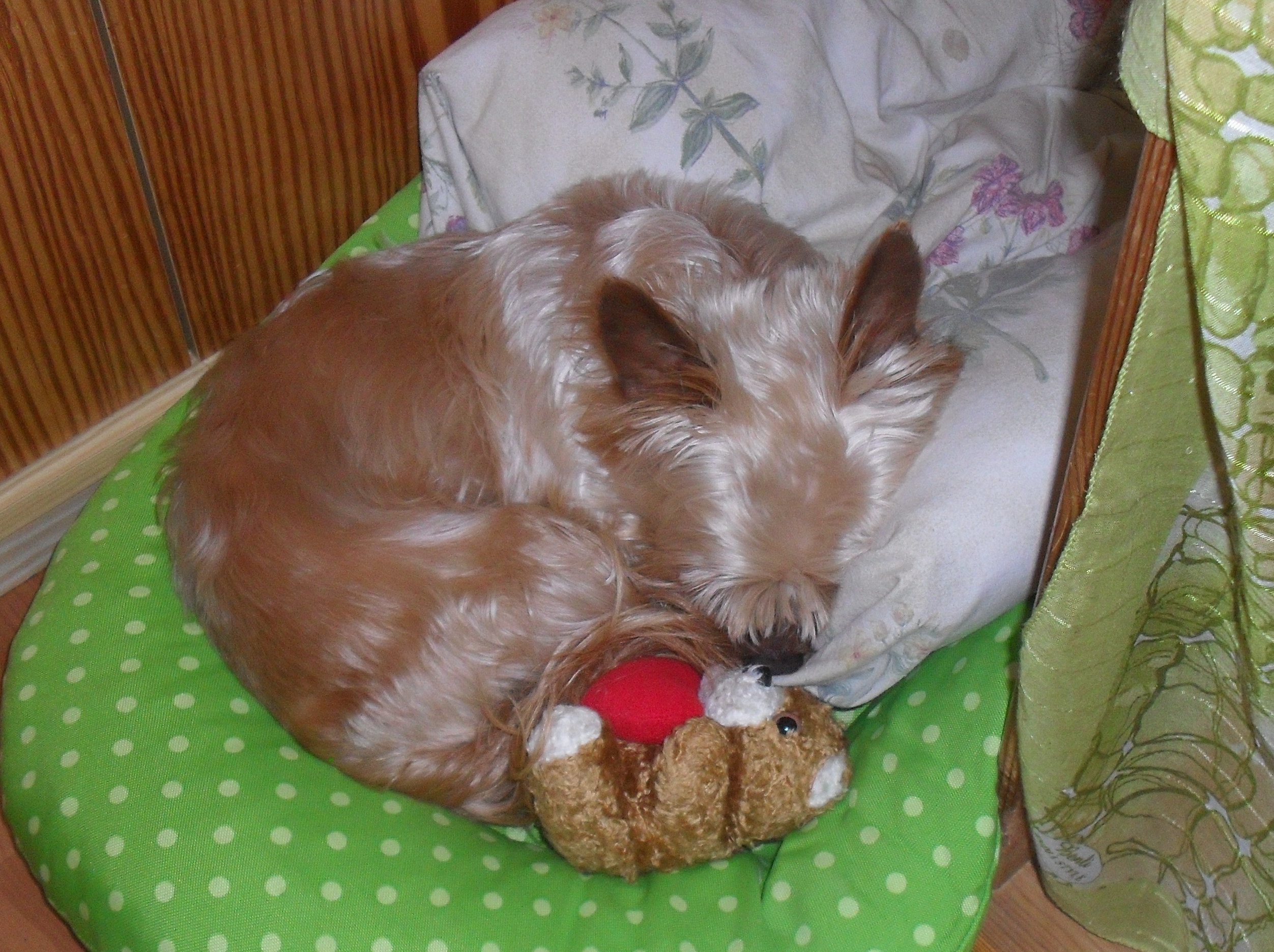
Ein Hund legt sich zu einem Stoffbären, den er als Attrappe eines Welpen akzeptiert.

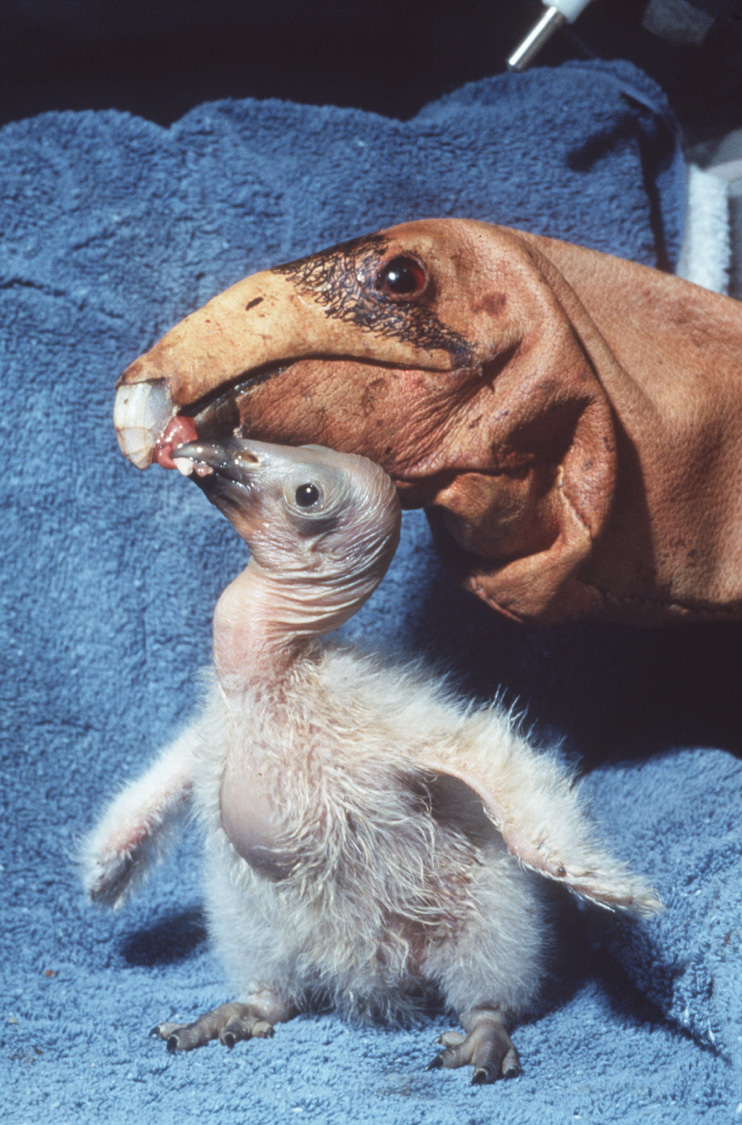
Mit Merkmalen des Kalifornienkondors versehener Handschuh

In der Biologie bezeichnet das Wort Attrappe ein Reizmuster, das in Experimenten der Verhaltensforschung eingesetzt wird. Reagiert ein Tier auf eine Attrappe mit einem bestimmten Instinktverhalten, so wird diese Beobachtung als Beweis dafür interpretiert, dass jene zum Beispiel visuellen oder akustischen Merkmale, die der Attrappe eigen sind, die wesentlichen „Bausteine“ für das angeborene Erkennen einer relevanten Umweltsituation sind. Attrappen können hier also als Schlüsselreize gedeutet werden, die natürlichen, ein bestimmtes Verhalten auslösenden Reizen mehr oder weniger ähneln.
In manchen Fällen spielen bei der Auslösung durch eine Attrappe auch Lernprozesse eine Rolle. Handaufgezogene junge Stare reagierten im Alter von sechs Wochen auf schwarz-gelb geringelte Insektenattrappen (Warnfarbe) mit Vermeidung, mit 13 Wochen war die Vermeidung nicht mehr zu beobachten, da sie mit den wespenähnlich aussehenden Attrappen keine unangenehmen Erfahrungen machten. Eine Attrappe eines Raubvogels kann bei den anderen Vögeln Fluchtverhalten auslösen. Wird das Verhalten nach einiger Zeit nicht mehr ausgelöst, ist das eine Folge von Habituation.

## Attrappe oder Phantom in der Tierzucht
Zur Handaufzucht von aus dem Ei geschlüpften Jungvögeln kann ein mit dem Merkmalen der Elternvögel versehener Handschuh als Attrappe dienen, die den Jungvogel dazu anregt, seinen Schnabel zu öffnen und die Nahrung aufzunehmen. Damit kann außerdem die Prägung des Jungvogels auf die menschliche Hand vermieden werden.
Zur Entnahme von Sperma für die künstliche Besamung stellt man Hengsten, Bullen und Ebern eine Attrappe eines weiblichen Tieres hin, die das männliche Tier zum Bespringen anregen soll. So eine Attrappe wird auch als Phantom bezeichnet.

## Weitere Beispiele

Von den Deutschen im Ersten Weltkrieg erbeutete französische Geschützattrappe

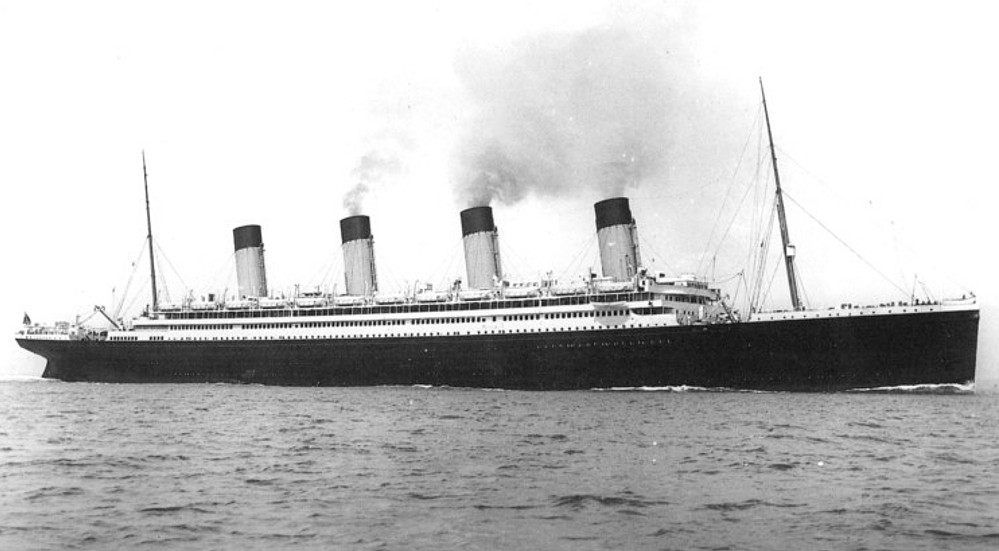
Der Passagierdampfer Olympic mit Schornsteinattrappe

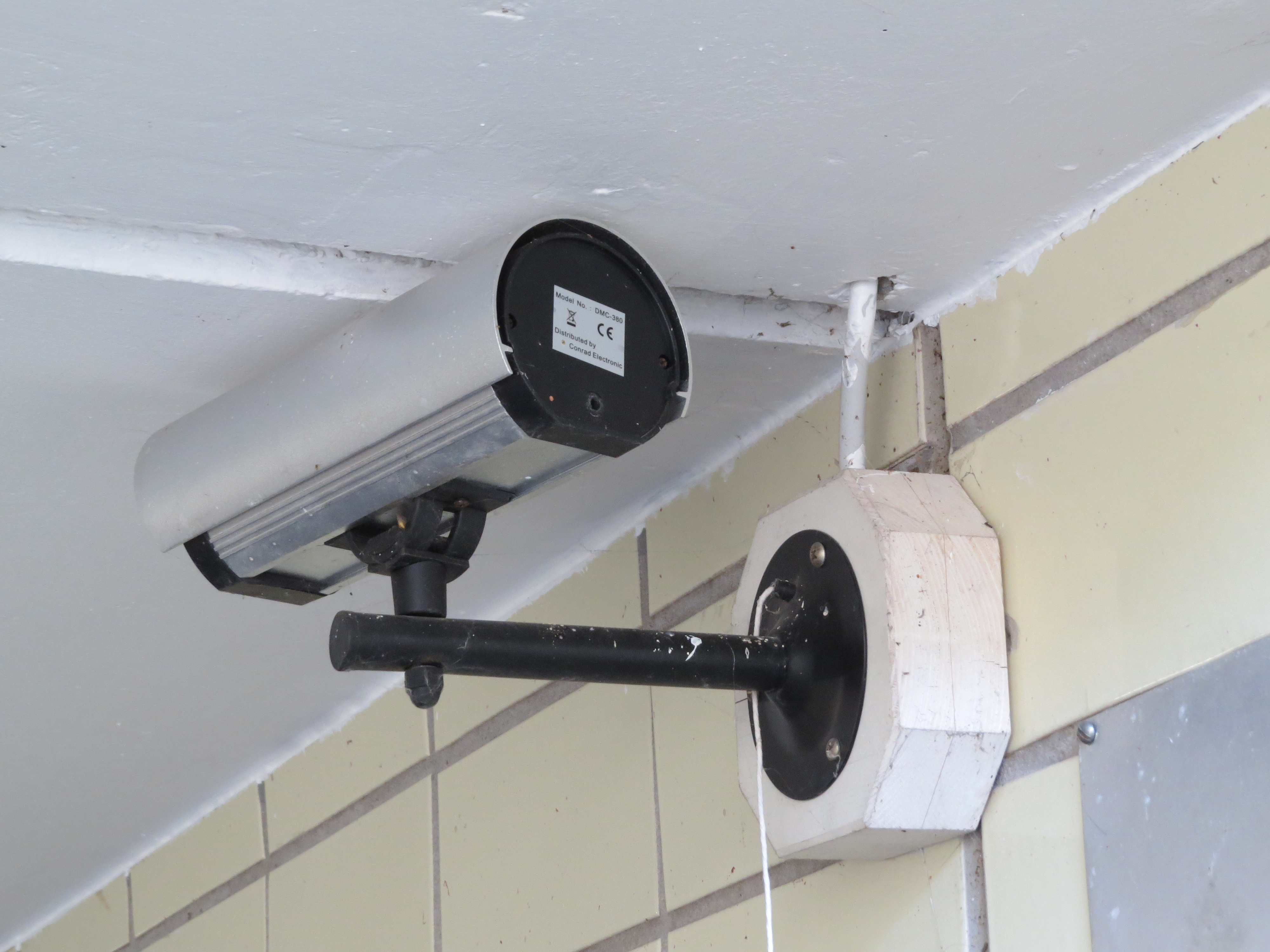
Attrappe einer Überwachungskamera in einer Bahnhofsunterführung

- Kulissen und Requisiten sind im Theater oder Filmstudio meistens nur Attrappen, wie auch der Schmuck oder die Frisuren der Darsteller.
- In Möbelhäusern sind die Möbel oft mit Attrappen von Büchern, Unterhaltungselektronik u. Ä. ausgestattet, um den Kunden einen 'belebten' Eindruck zu vermitteln.
- Vogelscheuchen und Greifvogelsilhouetten („Warnvögel“) können als Attrappen aufgefasst werden, da sie Vögel täuschen und von einem bestimmten Platz fernhalten sollen, indem sie die grundlegenden visuellen Eigenschaften eines Menschen oder eines Greifvogels nachahmen.
- Crashtest-Dummys können bei einem testweise herbeigeführten Autounfall Fahrer und Beifahrer ersetzen.
- Im Militär werden Attrappen (Scheinanlagen) von Fahrzeugen, Flugzeugen oder Infrastruktur, wie z. B. Flugplätzen, eingesetzt, um den Verlust wertvollerer Technik und von Menschenleben zu vermeiden bzw. dem Gegner eine größere Schlagkraft vorzugaukeln. Dabei kommen Holzmodelle oder aufblasbare Varianten zum Einsatz. Um die Täuschung auch bei Aufklärung durch Wärmebildkameras aufrechtzuerhalten, werden auch beheizte Attrappen eingesetzt.
Im Zweiten Weltkrieg wurden Bunker in Gestalt von Kirchen konstruiert.
- In der Architektur wird nicht selten mit Attrappen der Eindruck geweckt, es handle sich um ein historisches Gebäude; Türmchen, Fassadenschmuck und gemalte Ornamente vermitteln in so mancher Altstadt Tourismusromantik, während hinter den Fassaden neu erstellte Häuser mit modernem Komfort stehen. Das Disneyland verkörpert in diesem Sinne den Höhepunkt dieser Illusionsindustrie; was angeblich einmal mit den Potemkinschen Dörfern begann, wird dort für zahlende Besucher zu Unterhaltungszwecken nachgeahmt.
- Bei manchen Passagierschiffen mit mehreren Schornsteinen war einer davon eine aus optischen Gründen montierte Attrappe, so zum Beispiel der hinterste bei der Titanic und ihren Schwesterschiffen, bei der Vaterland, der Cap Arcona oder der Normandie, ferner der vordere bei Schiffen wie der America, der Europa oder auch der Disney Magic. Bei den drei Schornsteinen, die heute auf der stillgelegten und als schwimmendes Hotel genutzten Queen Mary zu sehen sind, handelt es sich um nachträglich aufgebaute Nachbildungen aus Kunststoff.
- Die Schönheitsindustrie bietet Attrappen für jeden Geschmack an: Perücken, künstliche Wimpern, farbige Kontaktlinsen und Brusthaartoupets.
- In der Sicherheitstechnik werden Attrappen oder Leergehäuse von Überwachungskameras, Bewegungsmeldern und Außenblinkanlagen montiert, um Personen abzuschrecken.
- Handy-Attrappen als Ausstellungsstücke für Vitrinen, als äußerlich und vom Gewicht her baugleiches Modell im Mobiltelefon-Verkauf, aber auch als repräsentativer Ersatz für ein teures oder seltenes Originalgerät
- Eine Scheinbushaltestelle ist für die Betreuung demenzkranker Personen von Bedeutung.
- Beim Dummytraining lernen Hunde, waidgerecht im Gelände zu apportieren, hierbei wird jedoch anstelle einer angeschossenen oder toten Jagdbeute eine Attrappe, bekannt als Dummy oder Futterdummy, genutzt.[4]